# فرکنفلد
فرکنفلد (به آلمانی: Freckenfeld) یک شهر در آلمان است که در کاندل واقع شده‌است. فرکنفلد ۱٬۶۴۵ نفر جمعیت دارد.